# 늪안테키누스
늪안테키누스(Antechinus minimus)는 땃쥐류를 닮은 유대류의 일종이다. 두나트와 쿠올, 태즈메이니아데빌과 같은 근연종을 포함하고 있는 주머니고양이과에 속한다.

## 분류
늪안테키누스는 1803년 에티엔 조프루아 생틸레르(Étienne Geoffroy Saint-Hilaire)가 처음 기술(안테키누스속의 모든 종을 처음 기술했다.)하고 쿠올속(Dasyurus)으로 분류했으며, 학명 "미니무스"(minimus)는 "가장 작다"라는 의미이다.
2종의 아종이 알려져 있다.
- A. m. minimus - 태즈메이니아 주 및 배스 해협에서 서식.
- A. m. maritimus - 본토에서 발견, 개체군이 감소 추세이며, 취약근접종으로 분류.

## 분포 및 서식지
아종 A. m. maritimus은 중부 고원지대 남쪽, 윔메라, 빅토리아 주 산악 지역과 감비어 산 주변의 사우스오스트레일리아 주 남단에 분포한다. 승명아종 A. m. minimus은 선데이 섬과 킹 섬 그리고 프린더스 섬을 포함한 테즈메이니아 주에 분포한다.